# Villagrufe
Villagrufe (en eonaviego, Viḷḷagrufe) es una aldea y una parroquia del concejo asturiano de Allande, en España. 
En los 11,81 km² de extensión de la parroquia habitan 102 personas (INE 2021) repartidas entre las 6 poblaciones que forman la parroquia.
La aldea de Villagrufe se sitúa a 640 metros de altitud, al lado del arroyo del Molino, en la ladera del pico Carriechos. Se encuentra a 5 km de Pola de Allande y tiene una población de 18 habitantes (INE 2021).
La primera mención de la existencia de esta aldea es del año 975 cuando Cromacio Mellínez y su familia donaron a la Catedral de Oviedo el monasterio de San Jorge que habían fundado en esta localidad.

## Poblaciones
Según el nomenclátor de 2023, la parroquia comprende las poblaciones de:
- Carballedo (Carbaéu, aldea)
- Prada (lugar)
- Pradiella (Pradieḷḷa, casería)
- Santullano (Santuyanu, aldea)
- Tamuño (Tamuñu, casería)
- Villagrufe (Viḷḷagrufe, aldea)